# Interne analyse
De interne analyse is een hulpmiddel in het onderzoek naar de sterke en zwakke punten van een organisatie of onderneming. Deze punten worden geanalyseerd en vergeleken met de directe concurrenten. Voor een startende ondernemer betreffende de sterke en zwakke punten vooral die van de ondernemer zelf. De interne analyse wordt onder meer gebruikt in de sterkte-zwakteanalyse.
Voorbeelden van punten waarop een onderneming zich kan vergelijken met de concurrentie:
- personeel:
  - klantgerichtheid
  - motivatie
  - ervaring
  - opleidingsniveau
  - ambitie
- marktkennis
- organisatie
- innovatiekracht
- naamsbekendheid en imago
- omzet
- kostenstructuur
- winst
- kwaliteit
- flexibiliteit
- investeringsruimte